# Les Puits noirs de la Lune
Les Puits noirs de la Lune (titre original : The Black Pits of Luna) est une nouvelle de Robert Heinlein publiée pour la première fois dans le journal The Saturday Evening Post le 10 janvier 1948 (en 1967 en français par OPTA), et faisant partie de l’Histoire du futur. 

## Résumé
Un groupe de touristes visite la base scientifique sur la face cachée de la Lune lorsqu’un enfant turbulent échappe à la vigilance de ses parents...

## Éditions en français
- dans Histoire du futur (Tome 1),  OPTA, coll. Club du livre d'anticipation no 10, 1967.
- dans Histoire du futur (Tome 2), Les Vertes Collines de la Terre, Presses-Pocket/Pocket, coll. Science-fiction no 5063, 1979 (rééd. 1989)
- dans Histoire du futur (Tome II), Les Vertes Collines de la Terre, Gallimard, coll. Folio SF no 208, 2005.